# Château de Libeň
Le château de Libeň est un bâtiment baroque de Prague construit entre 1769 et 1770 en style rococo. Il est situé dans le quartier de Prague 8 - Liben et il abrite le siège du district municipal de Prague 8. Le château est protégé en tant que monument culturel.

## Histoire

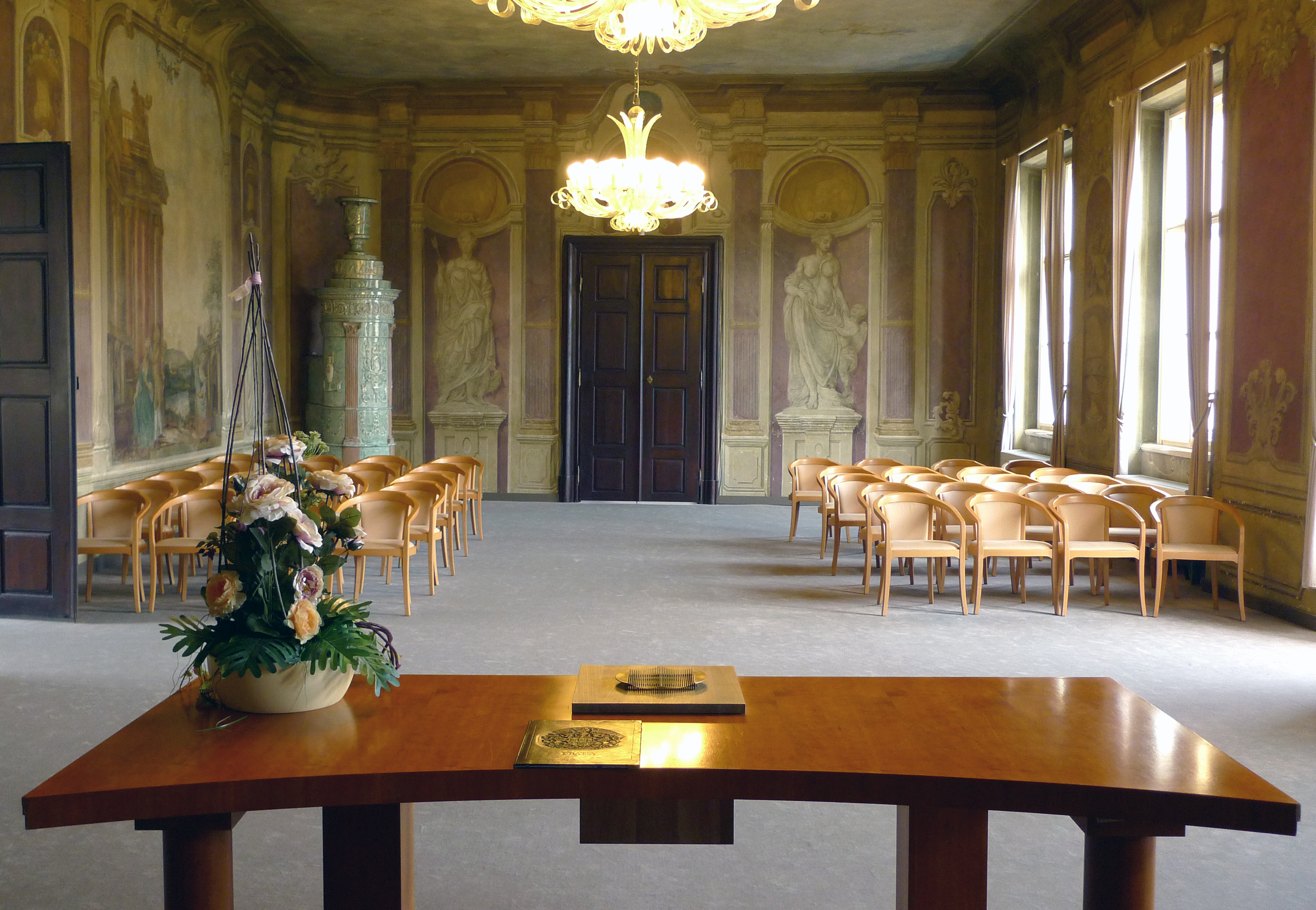
Salle de mariage

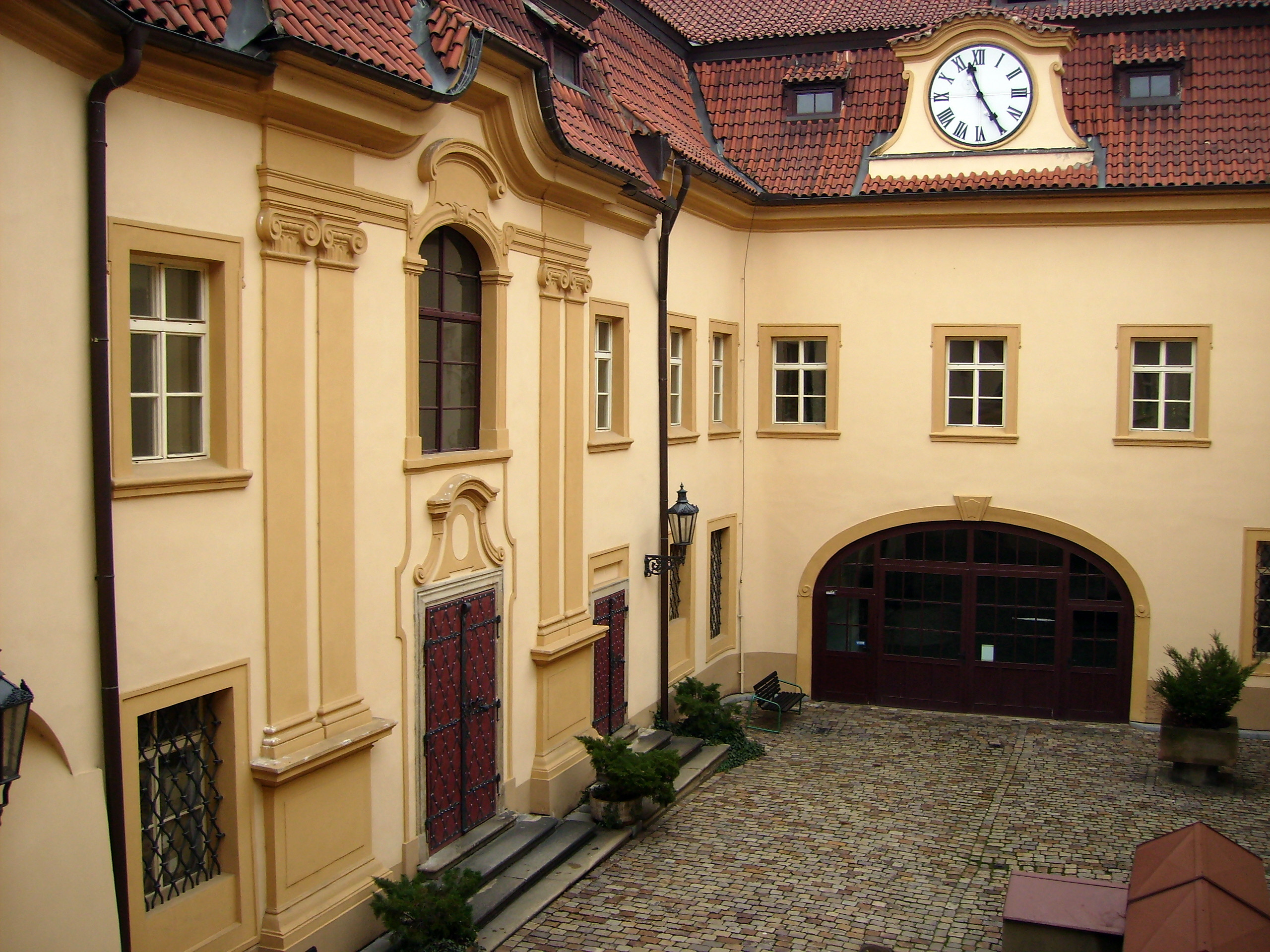
La cour du château de Libeň avec chapelle

Une forteresse gothique se dressait à l'origine sur le site du château actuel, qui a conservé le sous-sol, la maçonnerie du rez-de-chaussée de la partie sud et de l'aile ouest. En 1595, la forteresse fut achetée par Eliška Hoffmannová, qui la fit reconstruire en un château Renaissance décoré de sgraffites.
Le 25 juin 1608, un traité de paix fut signé au château de Libeň entre Rodolphe II et son frère Matthias Ier, connu sous le nom de Paix de Libeň.
En 1662, le château fut acheté par la Vieille Ville de Prague qui le fit modifier en style baroque. Le château servait de résidence d'été aux bourgmestres de la vieille ville ; de cette époque, le blason de la Vieille Ville au-dessus du portail d'entrée a été conservée. En outre, des invités importants de la vieille ville y ont été hébergés, notamment Marie-Thérèse d'Autriche ou l'empereur Léopold II.
Une autre reconstruction a eu lieu de 1769 à 1770 en style rococo, ajoutant l'aile orientale, la tourelle et une horloge. Elle comprenait également la chapelle de l’Immaculée Conception de la Vierge Marie, solennellement consacrée le 2 décembre 1770 et déclarée publique l'année suivante, car jusqu’en 1905, elle a remplacé l’église catholique de Libeň.
L'importance du château déclina après 1848. Il fut utilisé comme hôpital après l'épidémie de peste et après la bataille de Sadowa en 1866 comme hôpital. En 1882 et 1883, il a été transformé pour accueillir le premier établissement d'enseignement pour jeunes moralement perturbés en Bohême, qui comprenait également une école générale. Cet institut a ensuite déménagé dans l'actuel château de Vychovatelna.

## XXe siècle
Au début du XXe siècle, d'autres modifications ont eu lieu et un parc a été construit autour du château, l'actuel jardin Thomayer avec un sentier pédagogique scolaire.

## Usage actuel
Actuellement, une partie du siège du conseil municipal de Prague 8 se trouve ici, notamment les bureaux du maire. La salle de cérémonie située au premier étage de l’aile est avec ses peintures rococo est l’une des salles de mariage les plus recherchées de Prague : les mariages ont lieu dans la salle de cérémonie et dans la chapelle du château.